# Keban (district)
Keban is een Turks district in de provincie Elazığ en telt 6.925 inwoners (2007). Het district heeft een oppervlakte van 509,7 km². Hoofdplaats is Keban.
De bevolkingsontwikkeling van het district is weergegeven in onderstaande tabel.
| 1997  | 2000  | 2007  |
| ----- | ----- | ----- |
| 9.486 | 9.562 | 6.925 |